# South Side (Chicago)

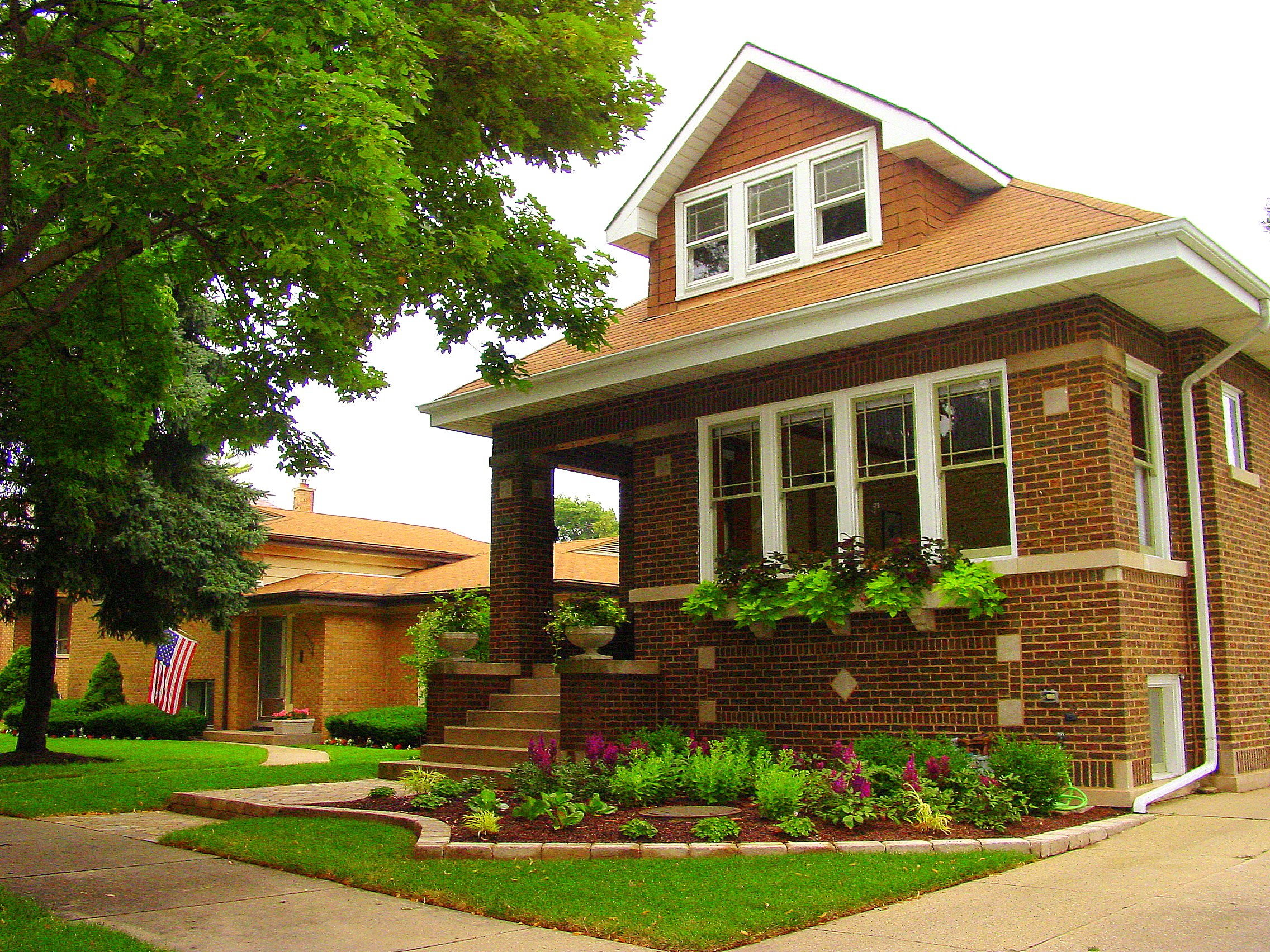
Een Chicago bungalow uit de periode 1910-1940, zoals er veel zijn in de South Side.

South Side is een stadsdeel van de Amerikaanse stad Chicago. Het is samen met de West Side en North Side een van de drie grote stadsdelen van Chicago. De South Side is voortgekomen uit meerdere gemeenten (townships) die zich in 1889 bij Chicago lieten voegen. De South Side werd oorspronkelijk gedefinieerd als het deel van de stad ten zuiden van de hoofdarm van de Chicago River, maar omvat nu bijvoorbeeld niet langer de Chicago Loop.
De bevolking van de South Side is erg divers. Er zijn erg grote inkomensverschillen tussen bevolkingsgroepen. Het stadsdeel heeft de reputatie te lijden onder armoede en misdaad, terwijl de realiteit genuanceerder is. De South Side omvat zowel welvarende middenklassebuurten als sterk verpauperde wijken.
Verschillende Amerikaanse politici hebben hun roots in de South Side, zoals burgemeesters Richard Joseph Daley en Richard Michael Daley, president Barack Obama en predikant en activist Jesse Jackson.